# Aeropuerto Internacional de Fuzhou-Changle
El Aeropuerto Internacional de Fuzhou-Changle (福州长乐国际机场) es el aeropuerto que sirve a la ciudad-prefectura de Fuzhou, en la provincia de Fujian, República Popular China. 
Este aeropuerto se construyó como intento de remplazar el aeropuerto militar Yixu. Fue inaugurado el 23 de junio de 1997, después de ser aprobado para comenzar a construir en 1992. La capacidad de manejo es de aproximadamente 6.5 millones de personas al año. Es uno de los aeropuertos que tiene vuelos entre China continental y Taiwán. Se encuentra localizado cerca de la orilla del Estrecho de Taiwán, a unos 50 km al este del centro de la ciudad de Fuzhou.
En 2010, el aeropuerto manejó 6.476.773 de pasajeros. Fue el 25 más ocupado en China. Además, en 2009 el aeropuerto fue el 22 más activo en tráfico de carga.

## Destinos
| Aerolíneas                                      | Destinos |
| ----------------------------------------------- | --- |
| Air China                                       | Pekín, Chengdu |
| Air Macau                                       | Macao |
| Chengdu Airlines                                | Guiyang |
| China Eastern Airlines                          | Hong Kong, Nankín, Shanghái-Hongqiao, Shanghái-Pudong, Taiyuan, Xi'an |
| China Southern Airlines                         | Guangzhou, Nanchang, Shenzhen, Ürümqi, Zhengzhou |
| China United Airlines                           | Pekín-Nanyuan |
| Dragonair                                       | Hong Kong |
| Eastar Jet                                      | Jeju |
| Grand China Express operated by Hainan Airlines | Hefei, Taiyuan |
| Hainan Airlines                                 | Pekín-Capital, Chongqing, Guangzhou, Haikou, Hefei, Sanya, Xi'an |
| Henan Airlines                                  | Hefei, Huangshan, Xi'an, Zhengzhou |
| Hong Kong Airlines                              | Hong Kong |
| Juneyao Airlines                                | Shanghái-Pudong |
| Lucky Air                                       | Changsha |
| Mandarin Airlines                               | Taichung |
| Shandong Airlines                               | Changsha, Chongqing, Haikou, Hangzhou, Hefei, Jinan, Nankín, Ningbo, Quingdao, Sanya |
| Shenzhen Airlines                               | Jinan, Nanning, Osaka-Kansai, Shenzhen, Tokio-Narita |
| Sichuan Airlines                                | Changsha, Chengdu, Chongqing, Nanchang, Sanya |
| Spring Airlines                                 | Shanghái-Hongqiao, Shijiazhuang |
| TransAsia Airways                               | Kaohsiung, Taichung, Taipéi-Songshan |
| Turkish Airlines                                | Estambul |
| Uni Air                                         | Taipéi-Taoyuan, Kaohsiung |
| West Air (China)                                | Wuhan |
| Xiamen Airlines                                 | Pekín-Capital, Changsha, Chengdu, Guangzhou, Guilin, Haikou, Hangzhou, Jinan, Kaohsiung, Kunming, Nanchang, Nankín, Nanning, Quingdao,New York, Shanghái-Hongqiao, Shanghai-Pudong, Shenzhen, Singapur, Taipéi-Songshan, Taipéi-Taoyuan, Urumqi, Wuhan, Wuyishan, Xiamen, Xi'an, Zhengzhou |

## Estadísticas
Ver fuente y consulta Wikidata.